# Valle Hermoso, Argentina
Valle Hermoso är en ort i Argentina.   Den ligger i provinsen Córdoba, i den centrala delen av landet, 700 km nordväst om huvudstaden Buenos Aires. Valle Hermoso ligger 907 meter över havet och antalet invånare är 5 486.
Terrängen runt Valle Hermoso är huvudsakligen kuperad, men söderut är den platt. Närmaste större samhälle är Cosquín, 14,3 km söder om Valle Hermoso.
Trakten runt Valle Hermoso består i huvudsak av gräsmarker. Runt Valle Hermoso är det ganska tätbefolkat, med 75 invånare per kvadratkilometer.